# مولانا شاه جهان نوری
شاه‌جهان نوری (۱۰ فروردین ۱۳۴۴–۷ خرداد ۱۳۹۰)، همچنین معروف به ژنرال شاه جهان نوری، فرمانده چریک، نظامی و پلیس در طول مقاومت در برابر تهاجم شوروی و مبارزه با گروه‌های تروریستی از جمله به عنوان طالبان و القاعده بین سال‌های ۱۹۸۱ و ۲۰۱۱.

## حرفه نظامی
جنگ افغانستان و شوروی
او به یگان‌های مرکزی/نیروی ویژه احمدشاه مسعود (قطعات مرکزی - نیروهایی که بعداً نیروهای مسلح افغانستان را تشکیل دادند) پیوست، اردوگاه آموزشی نظامی در اکتبر ۱۹۸۵ آموزش‌های نظامی و سیاسی دید؛ عملیات تصرف بیشتر روستاها را انجام داد. و مناطق از جمله؛ پادگان‌های فرخار، اندراب و نهرین در سال ۱۹۸۶، پادگان‌های کلافگان و کوران و منجان در سال ۱۹۸۷.
در سال ۱۹۸۵، زمانی که دولت کمونیستی در آستانه فروپاشی بود، احمدشاه مسعود ژنرال نوری را به رهبری گروهی متشکل از هزاران مجاهد، از جمله بسیاری از فرماندهان ارشد همراه با یک هیئت سیاسی برای تحویل مسئولیت امنیتی مرز استراتژیک حیرتان مزار شریف گماشت. از جنرال عبدالمومن لشکر ۷۰ ارتش افغانستان حکومت محمد نجیب الله.
در دوران حکومت اسلامی افغانستان، ۱۹۹۱–۱۹۹۶
پس از سقوط دولت تحت حمایت مسکو، مجاهدین کابل پایتخت را تصرف کردند، فرمانده شاه جهان نوری فرمانده هنگ ۳۲ (قند ۳۲) در کابل شد. در سال ۱۹۹۳، وی توسط رئیس‌جمهور برهان الدین ربانی به درجه سرتیپی ارتقا یافت.